# Свети митрополит Петар Дабробосански
Свети митрополит Петар Дабробосански (световно Јован Зимоњић; 24. јун 1866 — 1941) је српски светитељ.
Био је митрополит захумско-херцеговачки (27. мај 1903 — 7. новембар 1920) и митрополит дабробосански (7. новембар 1920—1941). Одликован је Орденом Светог Саве I степена, Белим орлом II реда и Карађорђевом звездом.

## Детињство и школовање
Митрополит Петар је рођен 24. јуна 1866. године у Грахову под именом Јован. Рођен је као најмлађи син Маре и војводе Богдана Зимоњића, свештеника и учесника Невесињске буне, 1875. године. Јован Зимоњић је прво образовање стекао у кући свога оца. Затим се уписао у Богословију у Рељеву 1883/4. године и завршио је 1887. године. Школовање је наставио на Православном богословском факултету у Черновицу (данас Украјина), јединој таквој високој школи у тадашњој Аустроугарској монархији. Дипломирао је 1892. године са одличним успехом, а потом је једну годину провео на Бечком универзитету. Године 1893. постављен је за суплента а 1895. године за професора у Богословском училишту у Рељеву, где је остао до краја школске 1900/1. године.

## Монашење
Јован се замонашио и добио монашко име Петар. Замонашио се као професор, у манастиру Житомислићу 6. септембра 1895. године, а већ 7. и 8. септембра рукоположен је за јерођакона односно јеромонаха од митрополита захумско-херцеговачког Серафима (Перовића). За синђела је именован 1898, а следеће 1899. године митрополит дабробосански Николај (Мандић) произвео га је за протосинђела. За архимандрита је именован 1903. године. Од 1899. па до октобра 1900. године био је привремени управитељ Богословског училишта у Рељеву. Истакавши се радом, 20. јула 1901. године постављен је за конзисторијалног саветника Дабробосанске митрополије.

## Митрополит захумско-херцеговачки
Док се налазио на месту конзисторијалног саветника изабран је за митрополита Захумско-Херцеговачког. Васељенски патријарх у Цариграду, Јоаким Трећи (1901—1912), са својим Синодом, уочи храмовног празника Ђурђевдана 1903. године, у Патријаршијској цркви Светог Ђорђа, између три кандидата изабрао је за херцеговачког владику Петра Зимоњића. После потврде избора од Бечког двора 8. маја, Конзисторија српско-православне митрополије захумско-херцеговачке објавила је 18. маја свештенству, црквено-школским одборима, певачким друштвима и благочестивом народу ове епархије да ће хиротонија и устоличење новог митрополита бити на Духовски уторак, 27. маја 1903. године у Саборној цркви у Мостару. Скоро сва српска штампа Зимоњићев избор поздравила је као срећан и спасоносан за цркву. На Духовски уторак, 27. маја, посвећен је и на трону Захумско-Херцеговачке епархије, устоличен Петар Зимоњић. На његовој епископској хиротонији свештенослужили су сва три босанска митрополита (митрополит дабробосански Николај, зворничко-тузлански Григорије и бањалучко-бихаћки Евгеније). На свечаности је било преко 50 свештеника, 300 народних изасланика из српских православних црквеношколских општина и преко три хиљаде људи из читаве Херцеговине.
После Литургије, изасланик васељенског патријарха Јоакима III, митрополит дабробосански Николај (Мандић), предао је владичански жезал новом митрополиту Петру Зимоњићу.
Петар Зимоњић је у епархију дошао у изузетно тешком времену по цркву; стање је било несређено и запуштено. Народ је ретко ишао у цркву, нарочито по градовима, деца нису крштавана, мртви су сахрањивани без свештеника. Пошто је Аустроугарска окупирала Босну и Херцеговину, црква је са њом водила борбу за црквено-школску аутономију. Борба је донекле завршена 1905. године, после чега је наступило смиривање. Од тада је Петар могао више времена да посвети учествовању у раду појединих црквених тела, подизању цркава и отварању нових српских школа. На седницама великог управног и просветног савета заузимао се енергично за српске школе и националне установе. Као прави, истински монах, намеравао је да отвори монашку школу.
На Епархији захумско-херцеговачкој митрополит је радио свесрдно. Трудио се да подигне што више цркава у Херцеговини. Тако је 1904. године осветио храмове Св. арханђела Михаила у Баљцима код Билећа; Св. апостола Петра и Павла у Лукавици код Невесиња; Св. Георгија у Брвенику (Бравеник) на Зупцима; године 1906: Св. Јоакима и Ане у Врпољу на Љубомиру; године 1907: Св. Василија Острошког у Улогу на Неретви; Св. Вазнесења Господњег у Љутом Долу у Дабру; године 1908: Саборну цркву Св. Преображења у Требињу; Св. Петра и Павла у Згоњеву код Требиња и Св. Василија Острошког у Автовцу код Гацка; године 1910: Св. цара Константина и Јелене у Придворцима код Требиња и Св. кнеза Лазара Косовског у Влаховићима. Митрополит Петар је рукоположио четрнаесторицу нових свештеника. У његово време подигнут је Митрополитски двор у Мостару.
За време док је митрополит Петар управљао Захумско-херцеговачком епархијом одиграло се неколико битних догађаја. Анексијом Босне и Херцеговине 1908. године потопљене су све наде да ће се српска Босна и Херцеговина ускоро моћи ослободити туђинске власти. Затим долазе балкански ратови. Први светски рат почиње хапшењем, убијањем и прогоном православних свештеника. За време рата у Захумско-Херцеговачкој епархији је убијено или обешено 4 свештеника, док је у логорима или по повратку кући од последица преминуло још неколико свештеника.
У Босанском сабору 1912. године митрополит Петар је први потписао познату Декларацију Срба посланика у Сабору, од 2. септембра 1912. године, поводом сукоба аустроугарске монархије и Краљевине Србије због изласка Србије на Јадранско море, против чега је била Аустрија. После Сарајевског атентата 1914. године, уочи објаве рата Србији од моћне Аустроугарске, када су за Србе у Босни и Херцеговини наступили тешки дани, митрополит Петар је имао храбрости да у мостарској Саборној цркви одржи беседу и да у присуству аустроугарског генерала и политичких власти критикује државне власти, протестујући против прогона Срба. Од присутног генерала је тражио да државна власт престане с прогонима и да заштити Србе; у противном, он ће се обратити цару за интервенцију или ће позвати српски народ на устанак. Том приликом је, између осталога, рекао:
Један дио наших суграђана (мислећи на Хрвате) пошао је магловитим путем који не води ни Богу, ни Цару, ни миру. Они су дигли руке на наша имања, на нашу част и нашу личну сигурност. Ми нећемо слиједити тим путем, али идемо са законом у руци Цару и Господару да питамо: има ли у овој земљи заштите за нас?
Због глади за време рата митрополит Петар је преко својих свештеника скупљао децу и слао у Војводину.
Завршетак Првог светског рата митрополит Петар дочекао је у Мостару. Одмах по ослобођењу активно се укључио у рад на уједињењу Српске православне цркве и обнови Патријаршије. На трону Захумско-Херцеговачких митрополита дочекао је уједињење и успостављање Српске патријаршије, а онда је по потреби Цркве премештен на катедру дабробосанских митрополита.

## Митрополит дабробосански
Свети архијерејски сабор уједињене Српске православне цркве изабрао је Петра за митрополита дабробосанског са седиштем у Сарајеву, а званично је на тај положај, према тадашњој црквено-правној пракси постављен, указом краља од 7. новембра 1920. године. По одлуци Сабора, и даље је администрирао Захумско-херцеговачком епархијом до избора њеног новог епископа. У Сарајеву је брзо постао омиљен међу народом. Стекао је углед и поштовање и код Хрвата и код Муслимана. Тако, када је дошао на устоличење новог реис-ул-улеме у Сарајеву, окупљени муслимани су му приредили праве овације. Сваког Божића ишао је надбискупу Шарићу да честита велики хришћански празник.
За његово време у Митрополији дабробосанској подигнути су и освећени храмови у Какњу, Брези, Мокром код Пала, Хаџићима, Турбету и Кисељаку, црквена звона у Рудом, у новосаграђеној цркви у Брези, црквени торањ у Бугојну, звона и капела у Осојници код Зенице. Пред рат, у Новом Сарајеву подигнут је Храм Преображења Господњег који је 8. септембра 1940. године осветио патријарх српски Гаврило, уз саслужење митрополита Петра, владике жичког Николаја и других српских архијереја. Према подацима из 1935. године у епархији је била 81 црква и капела. Само 1935. године саграђене су 3 цркве и 2 капеле, а оправљено је 9 капела и 4 цркве. Израђивани су нови иконостаси, обраћена је пажња на школе и на катихизације.
Митрополит Петар је често посећивао часове веронауке у основним и средњим школама. Успео је да зграду Богословије у Рељеву, са земљиштем, врати у власништво Српске православне цркве. Припремао је зидање богословије у склопу Старе цркве у Сарајеву на Башчаршији, да би Рељевску богословију претворио у монашку школу, али га је Други светски рат омео у томе. Исто тако пропала су настојања да се оснује црквена појачка школа.
У крилу Цркве покренуте су добротворне акције. Крајем 1929. године Сарајевска црквена општина је основала три хумане социјалне установе: Дечји дом, Дечје забавиште и Сиротињску кухињу. Црквена општина је давала новчану помоћ сарајевској сиротињи, за одевање сиромашне деце сарајевских основних школа, шегртском дому, „Просвети”, певачком друштву „Слоги” и многим другим установама.
Посебна пажња посвећена је женском монаштву у митрополији. Сређена је црквена администрација, коју је Први светски рат у многим местима уништио. Обраћа се пажња на богослужења, литије, на црквене ствари, одећу. Служи се у болницама и затворима. У црквама се негује проповед и хорско певање.
После смрти патријарха српског Варнаве митрополит Петар је био један од кандидата за патријарха.

### Почетак Другог светског рата, хапшење, мучење и смрт
Напад нацистичке Немачке на Југославију 6. априла 1941. године затекао је митрополита Петра у Сарајеву. После немачког бомбардовања Сарајева, на Велику Среду 1941, у пратњи протојереја Стевана Петровића, секретара Црквеног суда, митрополит се привремено склонио у манастир Свете тројице код Пљеваља. По казивању очевидаца, митрополит је дошавши у манастир био потиштен и љутио се на проту Стевана што га је наговорио да напусти Сарајево, „јер би боље било да сам остао са својим народом”. На Васкрс је служио у манастиру Свете тројице. Другог дана Васкрса 21. априла 1941. године вратио се у Сарајево. Желео је да буде са својим народом без обзира што су усташе по Сарајеву хапсиле, мучиле и убијале Србе. Свакодневно је слао у град свог личног момка Ристу Глушца да се обавести о хапшењу и убијању Срба.
Једнога дана дознао је Ристо Глушац од свог пријатеља Хрвата Божића да је епископ бањалучки Платон убијен. Божић је саветовао Глушца да са митрополитом напусти Сарајево док се ситуација не среди. Обавестивши о овоме митрополита, Глушац га је саветовао да се привремено склоне у Црну Гору или Србију. Митрополит Петар је то одбио, одговоривши да је сада „народни пастир па га веже дужност да мора се са народом да делити судбину и да остане на своме месту“.
Недељу дана по повратку митрополита у Сарајево (27. априла 1941. године) дошли су у митрополију немачки официри гестаповци да изврше претрес. Понашали су се дрско према митрополиту, а један официр у цивилу га је вређао и претио смрћу. Истог дана после подне посетио је митрополита познати професор др Перо Слијепчевић. Митрополит га је о овоме обавестио напоменувши да очекује да га затворе. Професор Слијепчевић му је саветовао да се негде склони из Сарајева на шта му је митрополит одговорио: „Не могу и нећу да остављам своју паству. Хоћу да с њом дијелим добро и зло.”
Почетком маја 1941. године усташки повереник за Босну, римокатолички жупник сарајевски, Божидар Брале, затражио је од митрополита Петра телефоном: „пошто је ћирилица стављена ван закона” у НДХ, да он истог дана нареди својим свештеницима и црквеним општинама да више не пишу ћирилицом и да печате замене латиницом. Ако у одређеном року ово не изврше, биће позвани на одговорност. Митрополитов одговор био је кратак: „Ћирилово се писмо не може укинути за 24 сата, а осим тога рат још није завршен.” Брале је љут, предао слушалицу своме поверенику за просвету Вучку да пред њим, као још једним сведоком, понови оно што је рекао. Митрополит Петар је то и учинио.
Пошто је одбио да држи благодарење за Павелића и да у званичној преписци употребљава латиницу, митрополит Петар је очекивао сваког тренутка да га ухапсе. Позвао је оближње парохијско свештенство и дао им одређена упутства у том тешком времену. Неки свештеници су тражили од митрополита да им дозволи да се склоне у Србију. Митрополит је, као и обично, кратко, одговорио: „Останите на својим парохијама, па шта буде народу нека буде и вама.” Свештеници су га послушали и доживели хапшења, прогоне и убијања. Неки су и преживели.
После подне 12. маја 1941. године дошли су усташки полицијски агенти у Митрополију и одвели митрополита у „равнатељство”, не дозволивши да га неко прати. Из полицијске управе митрополит Петар је одведен у општи затвор Беледија.
Чим је митрополитов брат Аћим дознао да је митрополит Петар ухапшен, отишао је у полицију да се распита за њега. Речено му је да је митрополит у полицијском затвору и да му се може однети постеља, што је одмах учињено. Није био могућ никакав контакт са митрополитом.
После три дана (15. маја) двојица полицијских агената довели су митрополита у Митрополију где је узео неке своје ствари. У ствари, пред двојицом усташа отворена је велика челична каса, записано нађено стање и однете панагије, одликовања и вредносни папири. У Загреб је доведен 17. маја 1941. године и смештен у затвор загребачке полиције.
Из Загреба митрополита су одвели у Керестинец код Самобора. Ту је обријан, скинута му је мантија, малтретиран је и мучен, како су посведочили очевици. У Керестинцу је био до 15. јуна, када је логор расформиран, а митрополита су са групом затвореника истог дана одвели у загребачку полицију. Из Загреба је ноћу спроведен у злогласни усташки логор Госпић. Тамо су га мучили и малтретирали: по киши и пљуску изводили су га у двориште логора, тукли кундацима и терали да „држи придике како је придиковао Србима у Сарајеву.” По наредби усташа морао је држати проповеди затвореним Србима, носити цепанице на леђима и чистити двориште.
У Госпићу се губи траг митрополиту Петру. Епископ зворничко-тузлански Нектарије Круљ обавестио је 7. јула 1941. године патријарха Гаврила, привремено заточеног од Немаца у манастиру Раковици о хапшењу митрополита Зимоњића. Пошто је митрополит Петар ухапшен и тако спречен да врши своју архијерејску дужност, Свети архијерејски синод на седници од 26. јуна до 9. јула 1941. године умолио је епископа зворничко-тузланског Нектарија да води бригу о Дабробосанској епархији и по потреби замењује надлежног архијереја у свим пословима.
Српска црква је покушавала на све начине да нешто сазна о митрополиту Зимоњићу и, ако је још жив, да га ослободи из затвора, али није успела у томе.
Године 1942. се пронео глас да је митрополит Петар нервно оболео и да се налази у болници у Стењевцу у Загребу, међутим Немци су то демантовали.
Данас има више верзија о смрти митрополита Петра Зимоњића. По једној од тих верзија, из Госпића је одведен у Копривницу, а затим пребачен у загребачку болницу у Стењевцу. По другој верзији, из логора у Госпићу одведен је у логор Јадовно на Велебиту, где је убијен маљем у главу и бачен у једну провалију, највероватније у Шаранову јаму. По трећој верзији, која се заснива на сведочанству Јове Фуртуле и Јове Лубуре које су дали Комисији за прикупљање података о страдању Срба у Другом светском рату, митрополит Петар је после мучења убијен у логору Јасеновцу и бачен у ужарену пећ за печење цигле. Ни дан данас се не зна тачно место где се налази гроб митрополита Петра Зимоњића, а ни тачан датум смрти.

## Светитељ
Свети архијерејски синод Српске православне цркве је 1998. године митрополита Петра Зимоњића прогласио за свештеномученика. У Захумско-херцеговачкој епархији у Данићима код Гацка као и у Војковићима у Епархији дабробосанској у изградњи су храмови посвећени свештеномученику Петру. У Српској цркви је већ сликан као светитељ у Пећкој патријаршији, Љубљани и Крагујевцу. Српска црква га прославља 17. септембра.